# Sân bay quốc tế Laoag
Sân bay quốc tế Laoag (Ilokano: Sangalubongan a Pagpatayaban ti Laoag, Philippines: Paliparang Pandaigdig ng Laoag) (IATA: LAO, ICAO: RPLI) là sân bay chính phục vụ khu vực Laoag- thủ phủ của tỉnh Ilocos Norte trong Philippin. Đây là sân bay duy nhất ở Ilocos Norte và là sân bay quốc tế cực bắc ở Philippines theo vị trí địa lý. Sân bay là một điểm đến thường xuyên của khách du lịch đến từ Trung Quốc.
Sân bay quốc tế Laoag có đường băng 2,420 met  và được chọn là sân bay quốc tế chuyển tiếp của Cơ quan Hàng không dân dụng Philippines- một cơ quan của Sở Giao thông vận tải chịu trách nhiệm cho các hoạt động của sân bay này và tất cả các sân bay khác ở Philippines ngoại trừ quốc tế lớn sân bay.

## Lịch sử
Sân bay được xây dựng bởi người Mỹ trước Chiến tranh thế giới thứ II với tên gọi là Sân bay Gabu. Người Nhật chiếm căn cứ vào tháng 12 năm 1941 và sử dụng nó. Trong chiến dịch Luzon chiếm lại đảo từ Nhật Bản, Thiếu tá Simeon Valdez dẫn đầu một cuộc không kích trên sân bay, đốt trụ sở và đốt cháy một bãi chứa nhiên liệu. Các cuộc tấn công tương tự diễn ra trong những ngày kế tiếp, sân bay này bị tái chiếm vào ngày 15 tháng 2 năm 1945 khi nó bị bỏ hoang bởi quân đội Liên bang cùng các cuộc tấn công du kích. Đến tháng 4 năm 1945, sân bay hoạt động lại với việc lưu trữ máy bay chiến đấu và phi cơ. Sân bay đã trở thành địa điểm phục vụ các chuyến bay và nhiệm vụ hàng không nhằm chống lại các lực lượng Nhật Bản ở Bắc Luzon vào tháng 4 và Okinawa vào tháng 6 năm 1945.
Sau chiến tranh, sân bay được chuyển thành sân bay dân sự.
Sân bay đã trở thành một trong những điểm dừng của tua vòng quanh thế giới Breitling DC-3 được tổ chức vào năm 2017. Chiếc phi cơ- chiếc Douglas DC-3 với số đăng ký HB-IRJ hạ cánh để tiếp nhiên liệu vào tháng Tư như một phần của chuyến bay vòng quanh thế giới kỷ niệm sinh nhật lần thứ 77 của máy bay này.

## Các hãng hàng không và điểm đến
| Hãng hàng không                               | Các điểm đến |
| --------------------------------------------- | ------------ |
| China Eastern Airlines                        | Guangzhou    |
| Philippine Airlines điều hành bởi PAL Express | Manila       |
| Royal Air Charter                             | Macau        |

### Chuyến bay tới Codeshare
Tất cả các đường bay dưới sự điều hành của Philippine Airlines có mã của Hãng hàng không này.
- Etihad Airways
- All Nippon Airways

## Số liệu thống kê
Số liệu thống kê từ Cơ quan hàng không dân dụng Philippines. (CAAP).

### Số lượt hành khách
| Năm  | Nội địa | Quốc tế | Tổng    | Thay đổi   |
| ---- | ------- | ------- | ------- | ---------- |
| 2002 | 35,766  | 149,995 | 185,761 | Giữ nguyên |
| 2003 | 32,793  | 66,894  | 99,687  | 46.34%     |
| 2004 | 43,435  | 91,434  | 134,869 | 35.29%     |
| 2005 | 52,131  | 67,331  | 119,462 | 11.42%     |
| 2006 | 55,677  | 73,180  | 128,857 | 7.86%      |
| 2007 | 96,444  | 46,162  | 142,606 | 10.67%     |
| 2008 | 117,646 | 38,673  | 156,319 | 9.62%      |
| 2009 | 125,087 | 10,386  | 135,473 | 13.34%     |
| 2010 | 147,883 | 29,456  | 177,339 | 30.90%     |
| 2011 | 144,073 | 2,606   | 146,679 | 17.29%     |
| 2012 | 180,097 | 7,951   | 188,048 | 28.20%     |
| 2013 | 232,034 | 10,982  | 243,016 | 29.23%     |
| 2014 | 193,237 | 3,200   | 196,437 | 19.17%     |
| 2015 | 175,529 | 29,021  | 204,550 | 4.13%      |
| 2016 | 188,664 | 15,492  | 204,156 | 0.19%      |
| 2017 | 146,960 | 14,059  | 161,019 | 21.13%     |

### Số lần cất cánh
| Năm  | Nội địa | Quốc tế | Tổng  | Thay đổi   |
| ---- | ------- | ------- | ----- | ---------- |
| 2002 | 2,384   | 1,796   | 4,180 | Giữ nguyên |
| 2003 | 3,378   | 1,382   | 4,760 | 13.88%     |
| 2004 | 2,444   | 1,446   | 3,890 | 18.28%     |
| 2005 | 1,658   | 1,660   | 3,318 | 14.70%     |
| 2006 | 1,344   | 1,814   | 3,158 | 4.82%      |
| 2007 | 1,844   | 542     | 2,386 | 24.45%     |
| 2008 | 2,724   | 394     | 3,118 | 30.68%     |
| 2009 | 3,002   | 188     | 3,190 | 2.31%      |
| 2010 | 1,231   | 212     | 1,443 | 54.76%     |
| 2011 | 953     | 152     | 1,105 | 23.42%     |
| 2012 | 2,912   | 68      | 2,980 | 169.68%    |
| 2013 | 2,756   | 116     | 2,872 | 3.62%      |
| 2014 | 3,172   | 32      | 3,204 | 11.56%     |
| 2015 | 3,292   | 1,182   | 4,474 | 39.64%     |
| 2016 | 3,456   | 1,260   | 4,716 | 5.41%      |
| 2017 | 3,483   | 1,224   | 4,707 | 0.19%      |

### Khối lượng hàng hóa
| Năm  | Nội địa (kg) | Quốc tế (kg) | Tổng (kg)  | Thay đổi   |
| ---- | ------------ | ------------ | ---------- | ---------- |
| 2002 | 487,250      | 1,671,107    | 2,158,357  | Giữ nguyên |
| 2003 | 546,811      | 2,482,738    | 3,029,549  | 40.36%     |
| 2004 | 906,908      | 1,938,637    | 2,845,545  | 6.07%      |
| 2005 | 1,370,561    | 956,243      | 2,326,804  | 18.23%     |
| 2006 | 1,012,878    | 1,787,887    | 2,800,765  | 20.37%     |
| 2007 | 1,967,914    | 893,085      | 2,860,999  | 2.15%      |
| 2008 | 2,011,807    | 456,985      | 2,468,792  | 13.71%     |
| 2009 | 2,244,994    | 108,338      | 2,353,332  | 4.68%      |
| 2010 | 2,519,297    | 42,930       | 2,562,227  | 8.88%      |
| 2011 | 18,565,134   | 189          | 18,565,323 | 624.58%    |
| 2012 | 2,698,932    | 2,380        | 2,701,312  | 85.45%     |
| 2013 | 2,623,496    | 75,130       | 2,698,626  | 0.10%      |
| 2014 | 2,528,669    | 23,470       | 2,552,139  | 5.43%      |
| 2015 | 2,844,889    | 70,196       | 2,915,085  | 14.22%     |
| 2016 | 3,143,780    | 121,424      | 3,265,204  | 12.01%     |
| 2017 | 2,945,989    | 118,143      | 3,064,132  | 6.16%      |